# Strażnik Teksasu
Strażnik Teksasu (Walker, Texas Ranger) – amerykański serial telewizyjny produkowany w latach 1993–2001. Emitowany był w USA przez CBS, a w Polsce przez Polsat, TV4, TV6, Universal Channel, TVS, TNT Polska i Warner TV. Tytułową rolę w serialu grał Chuck Norris jako Cordell Walker, a towarzyszyli mu Clarence Gilyard Jr. oraz Sheree J. Wilson.

## Fabuła
Tytułowym bohaterem jest sierżant Cordell Walker, funkcjonariusz Straży Teksasu. Cechuje go sprawiedliwość i wierność, która jest doceniania wśród okolicznych mieszkańców. Walker opiera się na instynkcie oraz doświadczeniu wynikających z tradycji amerykańskiej. Do jego umiejętności należą również sztuki walki, które przeciwko przestępcom stosuje częściej niż broń. Nie należy do ludzi nowoczesnych, w pierwszych sezonach ubiera się dość staroświecko. Jego partnerem jest czarnoskóry strażnik Jimmy Trivette, będący w dużym stopniu przeciwieństwem Walkera. Jego byłym partnerem w służbie jest C.D.Parker, zasłużony emerytowany strażnik, prowadzący obecnie bar, którego główni bohaterowie są regularnymi gośćmi. W prowadzonych śledztwach czynny udział bierze również prokurator Alexandra „Alex” Cahill, prywatnie sympatia Cordella.  
Od sezonu 8, pod przywództwo Walkera i Trivette’a dołącza dwoje młodych strażników, Sydney Cooke (Nia Peeples) oraz Francis Gage (Judson Mills).   
W odcinku pilotażowym serialu bronią służbową bohatera jest niklowany pistolet Sig Sauer P220 zaś w pierwszych sezonach używa staromodnego niklowanego rewolweru Smith & Wesson 29. Gdy w jednym z odcinków zostaje on nieodwracalnie uszkodzony, Jimmy, Alex oraz C.D. kupują mu pistolet Taurus PT92 z gwiazdą Straży Teksasu na rękojeści. W ostatnim sezonie używa pistoletu Smith & Wesson .45 CQB Performance Center. 
W pierwszym sezonie porusza się pick-upem GMC, zaś od sezonu drugiego jeździ Dodge’em Ramem.

## Obsada
- Chuck Norris jako strażnik sierżant Cordell "Cord" Walker
- Clarence Gilyard Jr. jako strażnik sierżant James "Jimmy" Trivette,
- Sheree J. Wilson jako zastępca prokuratora Alexandra "Alex" Cahill
- Noble Willingham jako emerytowany strażnik kapitan C.D. Parker
- Nia Peeples jako strażniczka Sydney "Syd" Cooke
- Judson Mills jako strażnik Francis Gage
- Floyd Red Crow Westerman jako wujek Ray Firewalker

Bohaterowie drugoplanowi
- Marco Sanchez jako detektyw policji w Dallas, Carlos Sandoval
- James Wlcek jako Trent Malloy, uczeń Walkera w karate

W epizodach wystąpili m.in.: Sammo Hung, Michael Ironside, Brion James, Giovanni Ribisi, Haley Joel Osment, Frank Stallone, Robert Culp, Billy Drago, Robert Vaughn, Dan Lauria, Danica McKellar, Ian Ogilvy, John Amos, Mitch Pileggi, Brandy Ledford, Don Swayze, Barbara Bain, Susan Blakely, William Smith, Andrew Robinson, Tobey Maguire, Ray Wise, Russell Means, Mila Kunis, Gary Busey, Barry Corbin, Charles Napier, Hulk Hogan, a także piosenkarka Dionne Warwick, były tenisista Vijay Amritraj, biznesmen i właściciel drużyny NBA Dallas Mavericks Mark Cuban i cheerleaderki klubu Dallas Cowboys.